# Basen Środkowoindyjski
Basen Środkowoindyjski − największy basen oceaniczny Oceanu Indyjskiego, położony w jego centralnej części. Ograniczony Grzbietem Malediwskim od zachodu, Grzbietem Środkowoindyjskim od południa oraz Grzbietem Wschodnioindyjskim od wschodu, a także od północy stokiem kontynentalnym cokołu kontynentalnego Azji Południowej. Jego średnia głębokość waha się od 3500 do 5500 m. Dno obniża się w kierunku południowym − maksymalna głębokość wynosi 6639 m.
Ukształtowanie dna jest mocno urozmaicone − w środkowej części basenu znajduje się podwodna Góra Nikitina (847 m głębokości), w zachodniej części basenu znajduje się rów oceaniczny Czagos (do 5431 m głębokości), a na południu występują liczne strefy rozłamu Grzbietu Środkowoindyjskiego. W północnej części basenu − w Zatoce Bengalskiej − występuje wielki stożek napływowy Gangesu, natomiast na południe od Cejlonu usytuowana jest rozległa równina abisalna (od 4000 do 4500 m głębokości).